# ریتشانی
ریتشانی (به چکی: Říčany) یک منطقهٔ مسکونی و شهرستان دارای شهرک سابقاً روستا در جمهوری چک است که در ناحیه پراگ-شرق واقع شده‌است. ریتشانی ۱۲٬۴۲۹ نفر جمعیت دارد.

## خواهرخوانده
شهرهای Albertslund و Whitstable خواهرخوانده‌های ریتشانی هستند.